# Bejrúti Amerikai Egyetem
A Bejrúti Amerikai Egyetem (angol, hivatalos nevén: American University of Beirut, rövidítése: AUB, arabul: الجامعة الأميركية في بيروت, latin átírásban: al-Jāmiʿa l-Amērkiyya fī Bayrūt, kiejtve: "Álzsemi á l-Amirikijá fi Bájrút") egy magán kézben levő, világi, autonóm egyetem, amit New Yorkban alapítottak, viszont Bejrútban találhatók az egyetem kampuszai. Az egyetemet egy jelentős autonómiával rendelkező igazgatótanács irányítja és az intézmény alapképzést, mesterképzést és doktori képzést valamint orvosi kari képzést is nyújt a hallgatóknak.
Az AUB működési költségvetése 423 millió dollár és mintegy 768 millió dollár összegű bevétele van az alapítványi forrásokból. A kampusznak 64 épülete van, benne a American University of Beirut Medical Center egyetemi kórházzal, melynek 420 ágya van.
A kampusz négy könyvtárral, három múzeummal és 7 hallgatói kollégiummal rendelkezik. Minden ötödik AUB hallgató korábban külföldön járt középiskolában vagy külföldön volt egyetemi hallgató. Az AUB-n diplomázó hallgatók mintegy 120 országból származik. Az oktatás nyelve az angol. Az AUB-n átadott diplomákat és különböző  tudományos fokozatokat New York Állam kormányzóságának oktatási felügyeleténél hivatalosan is nyílvántartásba veszik.

## Történelme

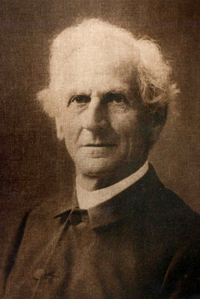
Daniel L. Bliss, aki a Szír Protestáns Kollégium (ma Bejrúti Amerikai Egyetem) alapításában segédkezett és az intézmény első elnöke volt

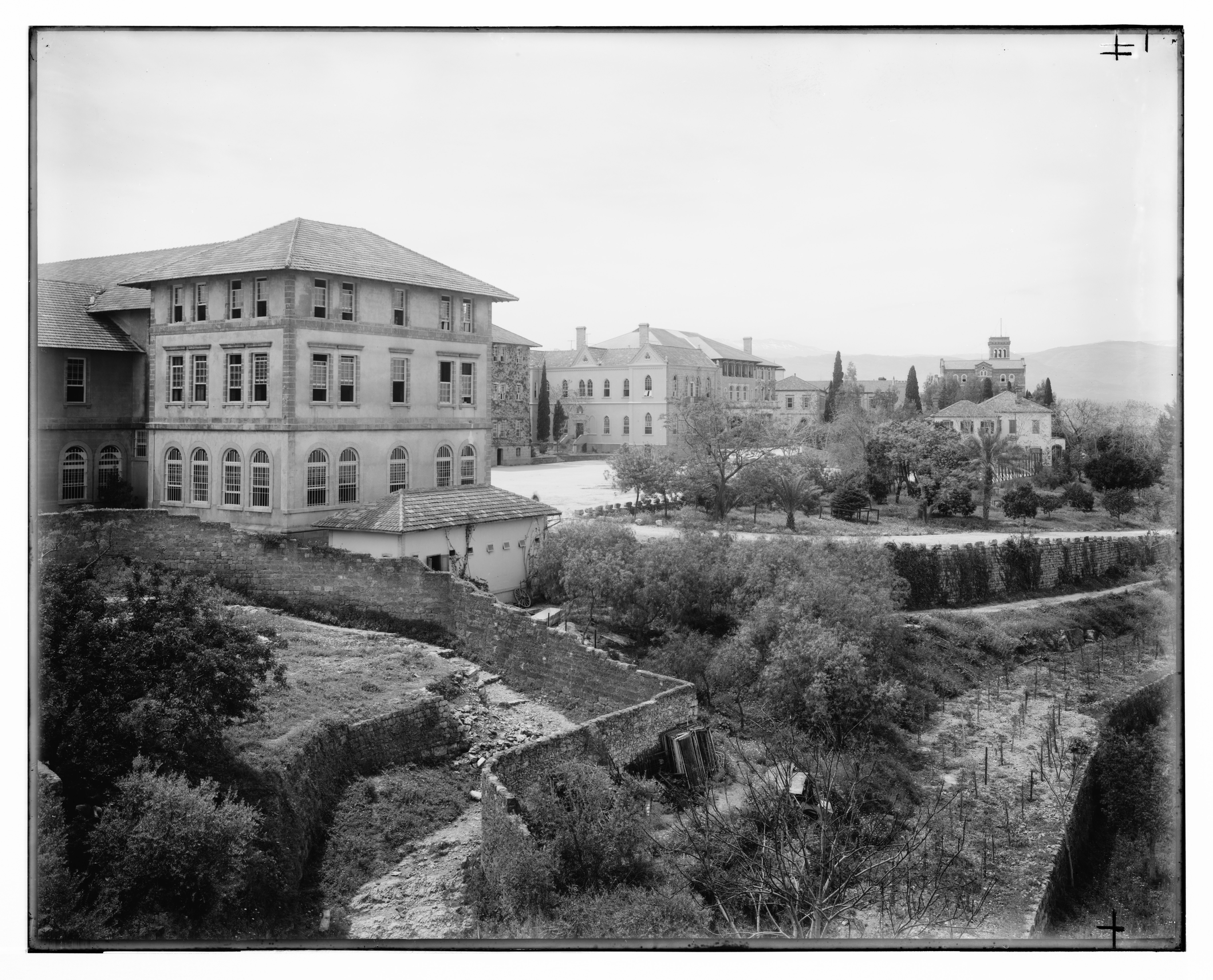
Bejrúti Amerikai Egyetem épületei, 1898 és 1914 közöttről

1862, január 23-án W. M. Thomson protestáns misszionárius az Amerikai Külföldi Missziók Bizottságának találkozóján javaslatot tett, egy olyan felsőfokú képzést adó kollégium megalapítására Bejrútban, amely egészségügyi képzést is nyújt és amelynek vezetőjeként a vermonti protestáns misszionáriust, Daniel Blisszt ajánlotta. 1863. április 24-én mialatt Bliss pénzadományt gyűjtött Egyesült Államokban és Angliában a kollégium megalapítására, eközben New York állam oklevelet bocsátott ki a Syrian Protestan College vagyis a Szír Protestáns Kollégium megalapítására. A kollégium 1866-ban kezdte el a működését 16 hallgatóval, amely csak 1920-ban veszi fel ma is használatos American University of Beirut nevét. Az inzémény első elnöke Daniel Bliss volt 1866 és 1902 között.
1867-ben elindult az egyetem orvosi kara. 1871-ben avatták fel a mai kampusz első épületét a Ras Beiruton, majd 1873-ra felépült az első orvosi képzésnek szánt épület. 1871-ben indult el az egyetem gyógyszerész képzése illetve az iskolaelőkészítő tagozatuk.  Az első években az oktatás nyelve az arab -volt, hiszen a régió különböző etnikumainak és nemzeteinek ez volt a közösen beszélt nyelve emellett a  hallgatóknak folyékonyan kellett beszélni az oszmán török, francia és angol nyelvet is. 1887-ben az oktatási nyelv az angol lett.
1900-ban az egyetem elindította a kereskedelmi iskoláját is, amely később beingtrálódott a Művészeti és Tudománykarba. Az egyetem kórháza 1905-ben alapult meg, ezzel egy időben a nővérképzőjük is elindult.
A libanoni polgárháború alatt az egyetem vezetése mindent megtett, hogy az oktatás zavartalan maradjon: többek között egyetemi felvételi megállapodásokat kötött Egyesült Államokban levő egyetemekkel. Azonban az egyetemet is érintette közvetlenül a polgárháború: 1982-ben az egyetem megbízott elnökét David S. Dodget a kampuszon rabolták el Iránnal szimpatizáló síita iszlám szélsőségesek. 1984. január 18-án Malcolm H. Kerr az egyetem akkori elnökét megölték az utcán a Hezbollah elődszervezetének az Iszlám Dzsihád szervezet tagjai. 1984 és 1985 között számos egyetemi tanárt és dolgozót raboltak el: Frank Regier elektromérnök professzort, Thomas Sutherlandet az agrár és élelmiszer tudományi kar dékánját otthona előtt rabolták el és 6 éves fogságba került valamint Peter Kilburn könyvtárost rabolták el, akit fogvatartói megöltek.  Összesen 30 egyetemi dolgozó került emberrablók fogságába.
1991. november 8.-án egy autóba rejtett bomba elpusztította az egyetem központi, adminisztratív épületét, a robbanás miatt meghalt egy dolgozó. A The New York Times beszámolója szerint Iránnal szimpatizáló iszlám fundamentalisták voltak felelősek a robbantás miatt. Más forrás, Hásszán Abd ál-Nábiht a Dél Libanoni Hadsereg szenior hírszerzőjét vádolta meg.

## Egyetem elnökei
- Daniel Bliss (1866–1902)
- Howard S. Bliss (1902–1920)
- Bayard Dodge (1923–1948)
- Stephen B.L. Penrose Jr. (1948–1954)
- Constantin Zureiq (1954–1957)
- J. Paul Leonard (1957–1961)
- Norman Burns (1961–1965)
- Samuel B. Kirkwood (1965–1976)
- Harold E. Hoelscher (1977–1981)
- Malcolm H. Kerr (1981–1984)
- Calvin Plimpton (1984–1987)
- Frederic P. Herter (1987–1993)
- Robert M. Haddad (1993–1996)
- David S. Dodge (1996–1997)
- John Waterbury (1997–2008)
- Peter F. Dorman (2008 – 2015. június)
- Fadlo R. Khuri (2015. szeptembere óta)

## Kampusz

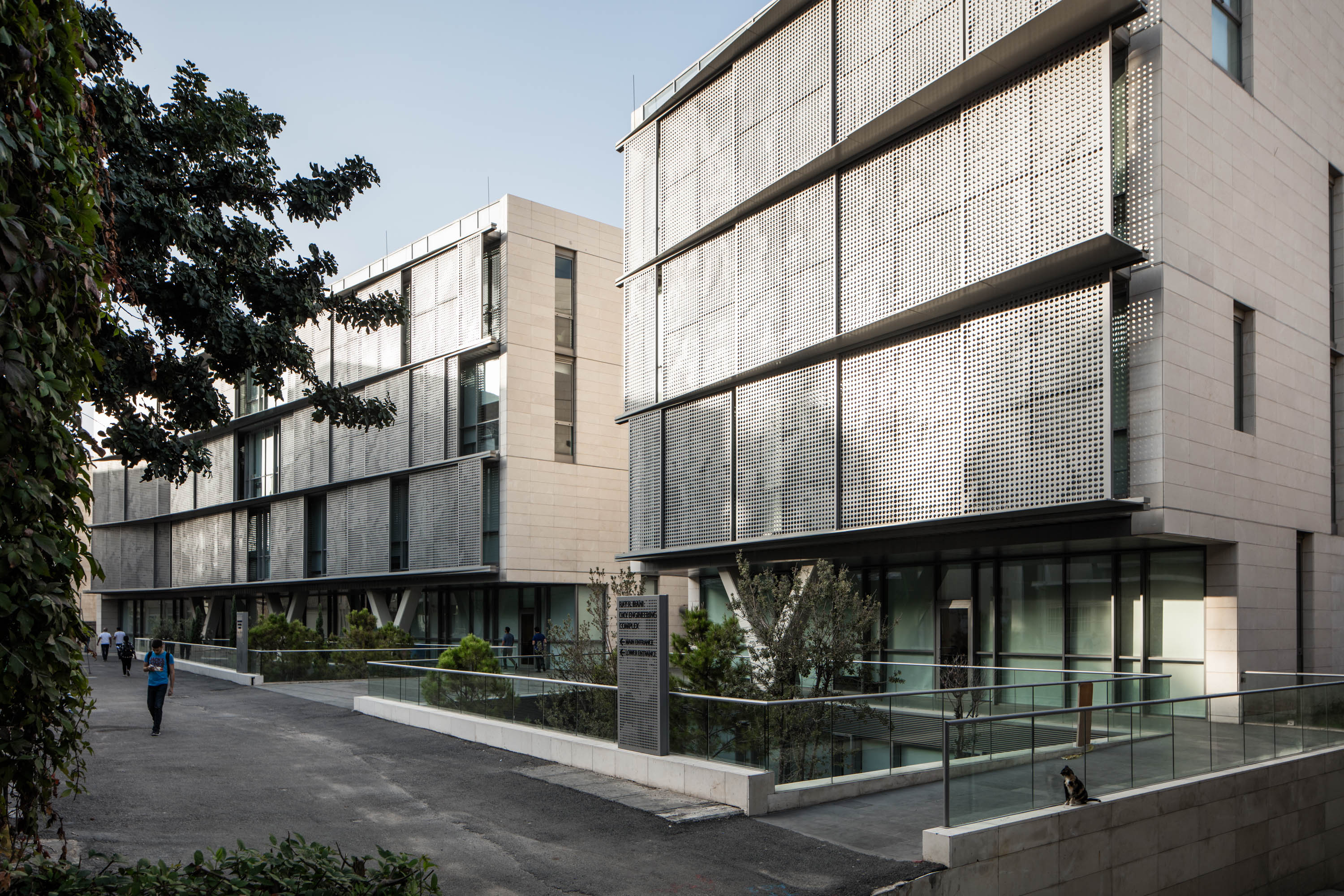
A kampusz új épülete

Az egyetem kampusza Bejrútban, egy 250.000 m2-nyi területen található: egy dombtetőn, amely a Földközi-tenger felé lejt és a tengerpart a terület északi határa, a déli határa a Bliss Street, amely Ras Beirut negyedben található. A kampuszon belül 64 épület található a 4 könyvtár és 7 kollégiumi épület mellett a Régészeti Múzeum és a Természettörténelmi Múzeum is van. A hallgatók számára rekreációs és kutatói létesítmények szélés skálája áll rendelkezésre: a 247 holdas kutatói farm, valamint a Mezőgazdasági és Élelmisztertudományi Kar oktatási komplexuma amely AREC néven a Bekka-völgyben is található kihelyezett tagozattal.

## Egyetemi karok
- FAFS, Faculty of Agricultural and Food Sciences , Mezőgazdasági és Élelmiszertudományi Kar [7]
- FAS, Faculty of Arts and Sciences, Művészeti és Tudományi Kar [8]
- FHS, Faculty of Health Sciences, Egészségtudományi Kar [9]
- FM, Faculty of Medicine, Orvostudományi Kar [10]
- HSON, Rafic Hariri School of Nursing , Rafic Hariri Ápolói Iskola [11]
- MSFEA, Maroun Semaan Faculty of Engineering and Architecture, Marún Szemán Mérnöki és Építészeti Kar [12]
- OSB, Suliman S. Olayan School of Business,  Szulejmán S. Oláján Üzleti Iskola [13]

## Rangsor
A QS University Rankings egyetemeket rangsoroló oldal szerint az AUB 2023-ben az Arab világ 4. legjobb egyeteme volt, amely visszaesésnek számít 2022-hőz képest, amikor a 2. helyen és 2018-hoz képest is amikor az egyetem a régió 1. helyén állt. Ennek ellenére az egyetem magas ranggal rendelkezik a régióban: a régió legjobbjában számnít az itt végzett hallgatók munkaerőpiaci elhelyezkedőségét és a fenntarthatóságát tekintve.

## AUB Medical Center – Egyetemi Kórház
Fennállása során az AUB Medical Center-nek, az egyetem kórháza amely egykor American University Hospital (AUH) (Amerikai Egyetem Kórháza) néven működött, mindigis kiemelt szerepe volt a helyi és regionális konfliktusok áldozatainak a megsegítéségen. Már az első és második világháború áldozatait és sérültjeit is ápolta, de a Libanoni polgárháború és a palesztin konfliktus alatt is kiemelt jelentőséggel bírt. Az elmúlt években számos szír menekültet látott el a kórház, partner intézményeiben és mobil klinikáin egyaránt.
1905-ös megalakulása óta a kórháznak saját betegápolóképzője van, ahol ápolókat és nővéreket képeznek.
1970-ben épült meg a ma is használt kórház. Az új kórházban 420 betegágy van. A kórház sürgősségi, aneszteziológiai, bőrgyógyászati , radiológiai, baleseti sebészeti, családi orvosi, belgyógyászati, neurológiai, nőgyógyászati, opthalmológiai, füll-orr-gégészeti, gyermekgyógyászati, fizikoterápiai, pszichiátriai és onkológiai osztállyal rendelkezik.
2008-ban a betegápoló intézmény teljes jogú tagjává vált az American Association of Colleges of Nursingnek (AACN), amely az Amerikai Beteágpolói Kollégiumok Szövetsége, egyben a szövetség első Amerikán kívüli tagja.